# 柯比維爾 (密蘇里州)
柯比維爾（英語：Kirbyville）是位於美國密蘇里州托尼縣的村。

## 人口
根據2020年美國人口普查的數據，柯比維爾的面積為3.63平方千米，皆為陸地。當地共有人口195人，而人口密度為每平方千米54人。